# Glyphis garricki
Glyphis garricki är en hajart som beskrevs av Compagno, White och Last 2008. Glyphis garricki ingår i släktet Glyphis och familjen revhajar. IUCN kategoriserar arten globalt som akut hotad. Inga underarter finns listade i Catalogue of Life.